# Sapor V
Sapor filho de Sarbaro (em persa médio: 𐭱𐭧𐭯𐭥𐭧𐭥𐭩𐭩 𐭧𐭱𐭨𐭥𐭥𐭥𐭰; romaniz.: Šapur-i Šahrvaraz), também chamado Sapor V, Xapur V ou Chapur V, foi um xá do Império Sassânida brevemente em 630.

## Nome
O nome Xapur (Šapur) combina as palavras šāh (rei) pūr (filho), significando literalmente "filho do rei". Seu nome foi utilizado por vários reis e notáveis durante o Império Sassânida e além e deriva do persa antigo Quexaiatia.putra (*xšayaθiya.puθra). Pode ter sido um título, mas ao menos desde as últimas décadas do século II tornou-se um nome próprio. Foi registrado em parta (𐭔𐭇𐭉𐭐𐭅𐭇𐭓, šḥypwḥr) e persa médio (𐭱𐭧𐭯𐭥𐭧𐭥𐭩, šhpwr-y) como Xapur, em pálavi maniqueísta como Xabur (em parta: 𐫢𐫀𐫁𐫇𐫍𐫡, Š’bwhr), no livro pálavi como Xapur (šhpwhl), em armênio como Xapu (Շապուհ, Šapuh) e Xapur (Շապուրհ, Šapurh), em siríaco como Xabor (ܫܒܘܪ, Šāḇōr), em sogdiano como Xapur (š’p(‘)wr), em grego como Sapores (Σαπώρης, Sapṓrēs), Sabur (Σαβούρ, Saboúr) e Sabor (Σαβόρ, Sabór), em latim como Sapores e Sapor, em árabe como Assabur (الصبور, al-Sābūr) e em persa novo como Xapur (شاپور / شاه پور, Šāpur / Šāhpur), Xafur (شاهفور, Šahfur), etc.

## Vida
Sapor era filho de Sarbaro, o distinto comandante militar iraniano (aspabedes) e brevemente xá do Irã. Sua mãe era irmã de Cosroes II (r. 590–628). Em 630, depois que Borana foi deposta, se tornou xá do Irã, mas foi logo deposto pelos nobres que não reconheceram seu governo. Foi sucedido por sua prima Azarmiducte. Quando se tornou rainha do Irã, Farruque Hormisda propôs se casar com ela, o que Sapor era a favor; no entanto, Azarmiducte recusou a proposta e ficou zangada com Sapor por concordar. O que aconteceu com Sapor depois não é conhecido.